# Burn the Priest
Burn the Priest — перший студійний альбом американської групи Lamb of God, який був випущений 13 квітня 1999 року.

## Композиції
1. Straight for the Sun - 2:28
2. Desolation - 3:54
3. Ghost Walking - 4:30
4. Guilty - 3:24
5. The Undertow - 4:46
6. The Number Six - 5:21
7. Barbarossa - 1:35
8. Invictus - 4:12
9. Cheated - 2:35
10. Insurrection - 4:51
11. Terminally Unique - 4:21
12. To the End - 3:49
13. Visitation - 3:59
14. King Me - 6:36